# Mira Peić
Mira (Mirjana) Peić (Subotica, 26. svibnja 1942.), srbijanska je kazališna i filmska glumica, rodom Hrvatica. Glumila je u subotičkom kazalištu, a okušala se potom i na filmu. 
Na filmskim impresumima ju se ponekad navodi kao Mirjanu Peić. Jedno je od nezaobilaznih subotičkih filmskih glumačkih imena, kao Vlatko Dulić, Eva Ras, Katica Nagy, Ilona Fülöp, Darko Čović, Gizela Vuković.

## Uloge
Glumila je u seriji Dimitrije Tucović, Levacima, Povratku otpisanih, Medvedu 007, Kraju dinastije Obrenović, Terasi na krovu i drugim filmovima.